# سفيند نيلسن
سفيند نيلسن (بالدنماركية: Svend Nielsen)‏ (20 نوفمبر 1928 بكوبنهاغن في الدنمارك - 25 مايو 2005 بكوبنهاغن في الدنمارك) هو مدرب كرة قدم ولاعب كرة قدم دانمركي في مركز الدفاع، شارك في الألعاب الأولمبية الصيفية 1952. وشارك مع منتخب الدنمارك لكرة القدم. أما مع النوادي، فقد لعب مع نادي روبيه توركوين ونادي روما وBoldklubben af 1893 ‏.

## وصلات خارجية
- سفيند نيلسن على موقع قاعدة بيانات كرة القدم.إي يو (الإنجليزية)
- سفيند نيلسن على موقع عالم كرة القدم.نت (الإنجليزية)
- سفيند نيلسن على موقع أوليمبيديا (الإنجليزية)